# Kizhaba
Kizhaba (azerbajdzjanska: Kijəbə, Kijəba) är en ort i Azerbajdzjan. Den ligger i distriktet Astara Rayonu, i den sydöstra delen av landet, 230 km söder om huvudstaden Baku. Kizhaba ligger 24 meter över havet och antalet invånare är 4 567. Den ligger vid sjön Lovainskoye Vodokhranilishche.
Terrängen runt Kizhaba är kuperad västerut, men österut är den platt. Terrängen runt Kizhaba sluttar österut. Närmaste större samhälle är Astara, 10,6 km sydost om Kizhaba.
I omgivningarna runt Kizhaba växer huvudsakligen savannskog. Runt Kizhaba är det ganska tätbefolkat, med 192 invånare per kvadratkilometer.